# Tsukasa Masuyama
Tsukasa Masuyama (født 25. januar 1990) er en japansk fodboldspiller.
Han har spillet for flere forskellige klubber i sin karriere, herunder JEF United Chiba, Oita Trinita, Matsumoto Yamaga FC og FC Gifu.